# Kakegawa

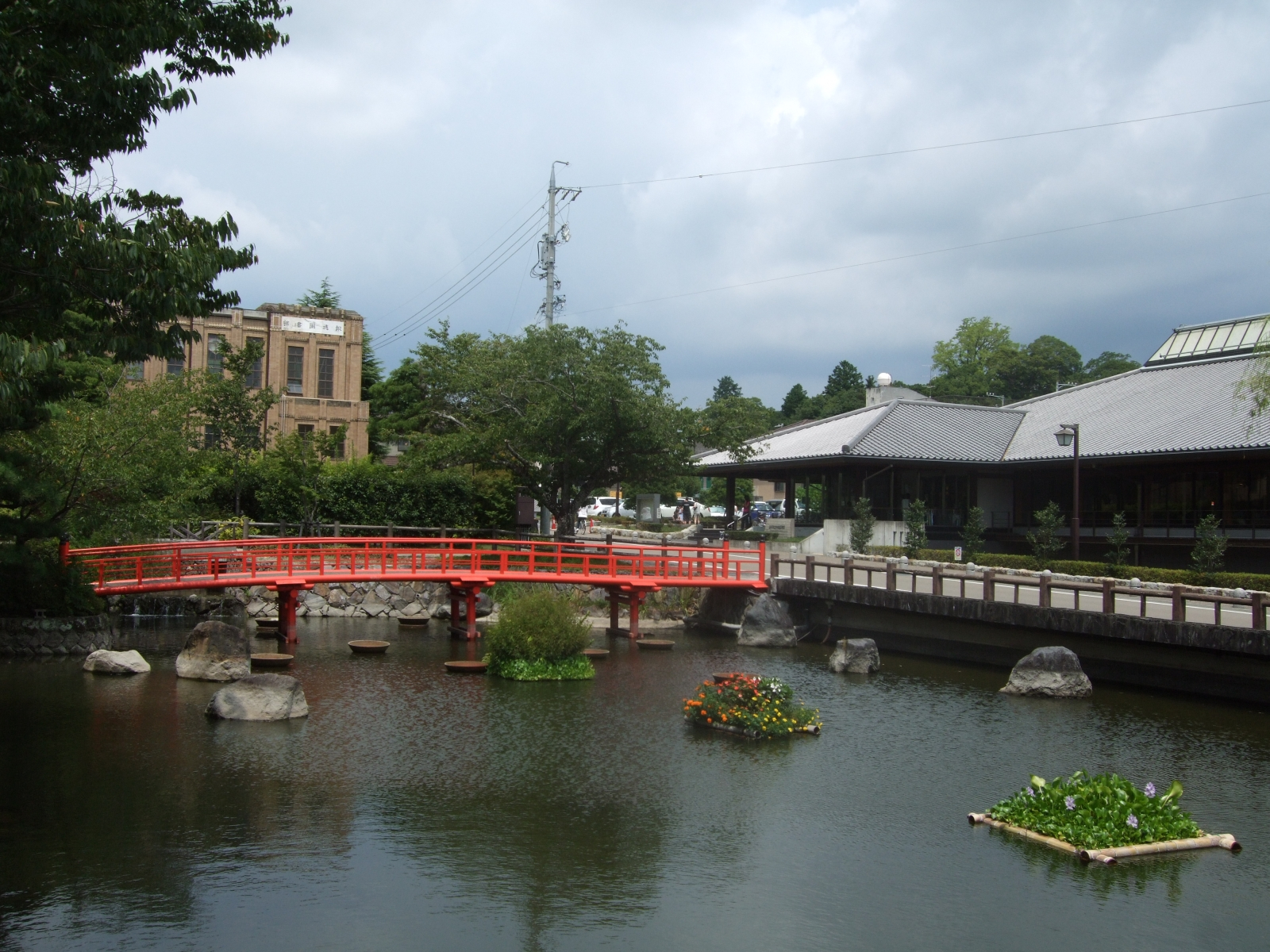
Biblioteca municipală

Kakegawa (掛川市 Kakegawa-shi?) este un municipiu din Japonia, prefectura Shizuoka.